# Jean-François Novelli
 (décembre 2024).
Si vous disposez d'ouvrages ou d'articles de référence ou si vous connaissez des sites web de qualité traitant du thème abordé ici, merci de compléter l'article en donnant les références utiles à sa vérifiabilité et en les liant à la section « Notes et références ».
Jean-François Novelli est un ténor français né à Fontainebleau.

## Parcours
Le ténor françaisJean-François Novelli, lauréat du concours général, titulaire d’une Maîtrise de Musicologie en Sorbonne, Premier Prix de flûte à bec, diplômé du CNSMD de Paris en chant et jeune talent ADAMI, s'est tourné tout naturellement -de par son premier instrument- vers les musiques anciennes, qu'il a pratiquées et pratique toujours avec une grande passion. 
Son plaisir de la scène l'amène également à étudier le clown avec Fransoise Simon et Raphaël Almosni et le théâtre avec Olivier Broche, Emeline Bayard, Jean Bellorini et Cécile Garcia Fogel . Un enseignement qu’il explore et exploite avec délice dans ses propres projets:  Croustilleux la Fontaine, un récital de chansons théâtralisées autour des contes licencieux de Jean de La Fontaine mis en scène par Juliette et dont un disque éponyme sur les musiques d’Antoine Sahler issues du spectacle est sorti en février 2022, Juliette en est également la réalisatrice.
Ma vie de ténor (est un roman qui m’intéresse beaucoup) d’après un texte d'Hector Berlioz sur l’égo du chanteur, mis en scène par Olivier Broche; 
Ces spectacles ont été donné partout en France notamment à Paris et au festival d'Avignon et sont toujours en diffusion. ils ont reçu un très bon accueil du public et de la presse notamment distingués par Télérama, le figaro et l'humanité.
Cet amour de la scène le mène également vers l'opéra qu'il avait peu fréquenté. Ses récents engagements incluent les rôles de Remendado (Carmen de Bizet ) au Teatro la Fenice de Venise, de Torquemada (L’heure espagnole de Maurice Ravel ) en tournée italienne dans les opéras de Brescia, Como, Cremona et Pavia, du Héraut (Dante de Godard) à l'Opéra de Saint-Etienne, ou encore de Telemaco et Pisandro (Il ritorno d’Ulisse in patria de Monteverdi ) à l’Opéra Massimo de Palerme au Malibran à Venise puis en tournée de par le monde : France, Espagne, Allemagne, Taiwan, Corée du sud, Etats Unis. Tout dernièrement ll est Jean-Paul et Monsieur Victor (O Mon bel Inconnu de Reynaldo Hahn ) à Tours, Avignon, Paris, Rouen, Massy et le sacristain ( le dialogue des carmélites de Francis Poulenc ) à la Fenice de Venise. Il sera le poète raté crée par Bourvil dans la route fleurie au théâtre de l'Odéon à Marseilles en Avril 26.  
Depuis toujours l'enregistrement est une part importante de son activité de musicien. En témoigne une trentaine de disque et DVD de musique ancienne en compagnie de Philippe Pierlot, Christophe Rousset, Gérard Lesne, Vincent Dumestre, Hervé Niquet, Olivier Schneebelli ou encore avec Les Lunaisiens, ensemble qu'il a co-dirigé avec Arnaud Marzorati pendant 10 ans avant de lui en laisser la direction. Citons "silentium" un récital de motets francais qui lui tient particulièrement à coeur sous la direction de Fabien Armengaud. Dernièrement mais toujours en rapport avec la musique ancienne, il sort un disque de mélodies françaises avec Maude Gratton au piano historique : Vous souvenez vous en 2023 : un hommage au compositeurs qui les premiers dès la fin du 19me siècle se sont intéressés à la musique ancienne. Une suite de ce projet est en cours de création. Revenant à ces premières amoures, il enregistre en septembre 25 un disque avec les Paladins de Jérôme Correas: Il signor Lulli.  
Il  est représenté par l'agence RSB Artists: https://www.rsbartists.com/fr/artists/jean-francois-novelli/

## Discographie
- Jommelli Armida abbandonata Christophe Rousset 1994
- Daniel Danielis, Motets Christophe Rousset 1996
- Leonardo Leo, Miserere, Christophe Rousset 1998
- Clérambault, Le triomphe d'Iris sous la direction d'Hervé Niquet 1998
- Scarlatti, motets avec Sandrine Piau et Gerard Lesne 1999
- Boismortier Les quatre saisons avec les festes Vénitiennes 1999
- Amour et Mascarade autour de Purcell, avec Patricia Petibon et l'ensemble Amarillis. 1999
- Marc-Antoine Charpentier, Motet et Litanies à la Vierge sous la direction d'Hervé Niquet,  Le Concert Spirituel. 2000
- Marc-Antoine Charpentier, Trois Histoires sacrées, Mors Saülis et Jonathae H.403, Sacrificium Abrahae H.402, Dialogus inter angelum et  pastores H.406, Il Seminario Musicale, dir. Gérard Lesne. "choc" du Monde de la Musique, ffff de Télérama) 2000
- Giacomo Carissimi,Jephté de  sous la direction de Joel Suhubiette avec l'ensemble Les Éléments 2001
- Dumont,Grands Motets avec le Ricercar Consort de Philippe Pierlot 2002
- Hector Berlioz avec Jérôme Correas et Arthur Schoonderwoerd 2002
- Giacomo Carrissimi, Histoires sacrées avec Les Paladins de Jérôme Correas 2002
- Nova Metamorphosis : un programme autour de Monteverdi avec le Poème harmonique 2003
- Marc Antoine Charpentier (1673-1704) – Molière : Hommage pastoral au Roi Soleil et autres grivoiseries, ensemble Amarillis, 2004
- Boesset avec le Poème harmonique de Vincent Dumestre 2004
- Jean-Baptiste Stuck,Tirannique Empire Cantates avec l'ensemble Les Lunaisiens 2007
- FRANCE 1789, Révolte en musique d'un sans-culotte et d'un royaliste avec l'ensemble Les Lunaisiens 2012
- Marc-Antoine Charpentier, Judith sive Bethulia liberata H 391, Le Massacre des innocents H 411, Les Pages, les Chantres & les Symphonistes du Centre de Musique baroque de Versailles, dir. Olivier Schneebelli. CD K617  2012.
- 3 révolutions avec les Lunaisiens et Isabelle Druet. 2014
- Requiem de Campra avec Les Pages, les Chantres & les Symphonistes du Centre de Musique baroque de Versailles, dir. Olivier Schneebelli 2016
- Grands motets de Pierre Robert avec Les Pages, les Chantres & les Symphonistes du Centre de Musique baroque de Versailles, dir. Olivier Schneebelli 2016
- Silentium disque récital motets pour taille avec l'ensemble Sébastien de Brossard dirigé par Fabien Armengaud 2018
- Croustilleux La Fontaine chansons avec Antoine Sahler au piano. 2022
- "Plaisirs partagés" avec Les PMQ et Jeanne Plante 2022
- David et Jonathas de Marc Antoine Charpentier dirigé par Olivier Schneebeli: rôle de Joabel 2023
- Vous souvenez vous ? récital Hommage aux premiers re-découvreurs de la musique ancienne mais pas que, avec Maude Gratton au piano et la participation d'Edouard Ferlet. 2023